# Багдадський авіаудар 12 липня 2007 року
Багдадський авіаудар 12 липня 2007 року — інцидент в столиці Іраку, коли в результаті обстрілу іракців двома вертольотами армії США загинули, за різними даними, від 12 до більш ніж 18 чоловік, багато з яких не мали відношення до повстанських угрупувань. З вертольотів AH-64 Apache було здійснено два обстріла з 30-міліметрової зброї по групі іракців на вулиці, серед яких один мав при собі автомат Калашникова, а ще один РПГ-7. В результаті загинули в тому числі 2 репортера Reuters; після чого ракетами AGM-114 Hellfire була знищена будівля, де серед загиблих опинились жінки та діти. В квітні 2010 року 39-хвилинне відео розстрілу було опубліковане сайтом WikiLeaks та визвало великий суспільний резонанс.